# Classificació per al Campionat de la CONCACAF 1981
La classificació per al Campionat de la CONCACAF 1981 va ser disputada per 15 seleccions nacionals. Els equips es van dividir en tres zones, segons la seva situació geogràfica:
- Zona nord-americana, amb tres equips. Els equips van jugar una lligueta tots contra tots. Els dos primers es classificaven per al torneig.
- Zona centreamericana, amb cinc equips. Els equips van jugar una lligueta tots contra tots. Els dos primers es classificaven per al torneig.
- Zona caribenya, amb set equips. Els equips es van dividir en dos grups: el Grup A amb quatre equips i el Grup B tres equips. Dos equips del Grup A van jugar una ronda preliminar, i el guanyador passava a jugar el Grup A. Els tres equips de cada grup jugarien tots contra tots a doble partit. Els guanyadors de cada grup es classificaven per al torneig.

## Zona nord-americana
- 18 d'octubre de 1980, Toronto, Canadà -  Canadà 1 - 1  Mèxic
- 25 d'octubre de 1980, Fort Lauderdale, Estats Units -  Estats Units 0 - 0  Canadà
- 1 de novembre de 1980, Vancouver, Canadà -  Canadà 2 - 1  Estats Units
- 9 de novembre de 1980, Ciutat de Mèxic, Mèxic -  Mèxic 5 - 1  Estats Units
- 16 de novembre de 1980, Ciutat de Mèxic, Mèxic -  Mèxic 1 - 1  Canadà
- 23 de novembre de 1980, Fort Lauderdale, Estats Units -  Estats Units 2 - 1  Mèxic

| Pos. | Equip        | Pts | PJ | PG | PE | PP | GF | GC | DG |
| ---- | ------------ | --- | -- | -- | -- | -- | -- | -- | -- |
| 1    | Canadà       | 5   | 4  | 1  | 3  | 0  | 4  | 3  | 1  |
| 2    | Mèxic        | 4   | 4  | 1  | 2  | 1  | 8  | 5  | 3  |
| 3    | Estats Units | 3   | 4  | 1  | 1  | 2  | 4  | 8  | -4 |

Canadà i Mèxic es van classificar per al torneig.

## Zona centreamericana
- 2 de juliol de 1980, Ciutat de Panamà, Panamà -  Panamà 0 - 2  Guatemala

- 30 de juliol de 1980, Ciutat de Panamà, Panamà -  Panamà 0 - 2  Hondures

- 10 d'agost de 1980, Ciutat de Panamà, Panamà -  Panamà 1 - 1  Costa Rica

- 24 d'agost de 1980, Ciutat de Panamà, Panamà -  Panamà 1 - 3  El Salvador

- 1 d'octubre de 1980, San José, Costa Rica -  Costa Rica 2 - 3  Hondures

- 5 d'octubre de 1980, San Salvador, El Salvador -  El Salvador 4 - 1  Panamà

- 12 d'octubre de 1980, Ciutat de Guatemala, Guatemala -  Guatemala 0 - 0  Costa Rica

- 26 d'octubre de 1980, Tegucigalpa, Hondures -  Hondures 0 - 0  Guatemala

- 26 d'octubre de 1980, San Salvador, El Salvador -  El Salvador 2 - 0  Costa Rica

FIFA va donar com a guanyador al Salvador per 2-0 per sanció a Costa Rica.
- 5 de novembre de 1980, San José, Costa Rica -  Costa Rica 2 - 0  Panamà

- 9 de novembre de 1980, Ciutat de Guatemala, Guatemala -  Guatemala 0 - 0  El Salvador

- 16 de novembre de 1980, Ciutat de Guatemala, Guatemala -  Guatemala 5 - 0  Panamà

- 16 de novembre de 1980, Tegucigalpa, Hondures -  Hondures 1 - 1  Costa Rica

- 23 de novembre de 1980, San Salvador, El Salvador -  El Salvador 2 - 1  Hondures

- 26 de novembre de 1980, San José, Costa Rica -  Costa Rica 0 - 3  Guatemala

- 30 de novembre de 1980, Tegucigalpa, Hondures -  Hondures 2 - 0  El Salvador

- 7 de desembre de 1980, Ciutat de Guatemala, Guatemala -  Guatemala 0 - 1  Hondures

- 10 de desembre de 1980, San José, Costa Rica -  Costa Rica 0 - 0  El Salvador

- 14 de desembre de 1980, Tegucigalpa, Hondures -  Hondures 5 - 0  Panamà

- 21 de desembre de 1980, San Salvador, El Salvador -  El Salvador 1 - 0  Guatemala

| Pos. | Equip       | Pts | PJ | PG | PE | PP | GF | GC | DG  |
| ---- | ----------- | --- | -- | -- | -- | -- | -- | -- | --- |
| 1    | Hondures    | 12  | 8  | 5  | 2  | 1  | 15 | 5  | 10  |
| 2    | El Salvador | 12  | 8  | 5  | 2  | 1  | 12 | 5  | 7   |
| 3    | Guatemala   | 9   | 8  | 3  | 3  | 2  | 10 | 2  | 8   |
| 4    | Costa Rica  | 6   | 8  | 1  | 4  | 3  | 6  | 10 | -4  |
| 5    | Panamà      | 1   | 8  | 0  | 1  | 7  | 3  | 24 | -21 |

Honduras i El Salvador es van classificar per al torneig.

## Zona caribenya

### Ronda preliminar Grup A
- 30 de març de 1980, Georgetown, Guyana -  Guyana 5 - 2  Grenada

- 13 d'abril de 1980, SSaint George's, Grenada -  Grenada 2 - 3  Guyana

Guyana es va classificar per al Grup A per un marcador global de 8-4.

### Grup A
- 17 d'agost de 1980, L'Havana, Cuba -  Cuba 3 - 0  Surinam

- 7 de setembre de 1980, Paramaribo, Surinam -  Surinam 0 - 0  Cuba

- 28 de setembre de 1980, Georgetown, Guyana -  Guyana 0 - 1  Surinam

- 12 d'octubre de 1980, Paramaribo, Surinam -  Surinam 4 - 0  Guyana

- 9 de novembre de 1980, L'Havana, Cuba -  Cuba 1 - 0  Guyana

- 30 de novembre de 1980, Linden, Guyana -  Guyana 0 - 3  Cuba

| Pos. | Equip   | Pts | PJ | PG | PE | PP | GF | GC | DG |
| ---- | ------- | --- | -- | -- | -- | -- | -- | -- | -- |
| 1    | Cuba    | 7   | 4  | 3  | 1  | 0  | 7  | 0  | 7  |
| 2    | Surinam | 5   | 4  | 2  | 1  | 1  | 5  | 3  | 2  |
| 3    | Guyana  | 0   | 4  | 0  | 0  | 4  | 0  | 9  | -9 |

Cuba es va classificar per al torneig.

### Grup B
- 1 d'agost de 1980, Port-au-Prince, Haití -  Haití 2 - 0  Trinitat i Tobago

- 17 d'agost de 1980, San Fernando, Trinitat i Tobago -  Trinitat i Tobago 1 - 0  Haití

- 12 de setembre de 1980, Port-au-Prince, Haití -  Haití 1 - 0  Antilles Neerlandeses

- 9 de novembre de 1980, Port of Spain, Trinitat i Tobago -  Trinitat i Tobago 0 - 0  Antilles Neerlandeses

- 29 de novembre de 1980, Willemstad, Antilles Neerlandeses -  Antilles Neerlandeses 0 - 0  Trinitat i Tobago

- 12 de desembre de 1980, Willemstad, Antilles Neerlandeses -  Antilles Neerlandeses 1 - 1  Haití

| Pos. | Equip                 | Pts | PJ | PG | PE | PP | GF | GC | DG |
| ---- | --------------------- | --- | -- | -- | -- | -- | -- | -- | -- |
| 1    | Haití                 | 5   | 4  | 2  | 1  | 1  | 4  | 2  | 2  |
| 2    | Trinitat i Tobago     | 4   | 4  | 1  | 2  | 1  | 1  | 2  | -1 |
| 3    | Antilles Neerlandeses | 3   | 4  | 0  | 3  | 1  | 1  | 2  | -1 |

Haití es va classificar per al torneig.